# Colomoncagua (ort)
Colomoncagua är en ort i Honduras. Den ligger i departementet Intibucá, i den sydvästra delen av landet, 120 km väster om huvudstaden Tegucigalpa. Colomoncagua ligger 945 meter över havet och antalet invånare är 15 515.
Terrängen runt Colomoncagua är huvudsakligen kuperad. Colomoncagua ligger uppe på en höjd. Runt Colomoncagua är det ganska glesbefolkat, med 47 invånare per kvadratkilometer. Colomoncagua är det största samhället i trakten. 